# Tetrapriocera defracta
Tetrapriocera defracta är en skalbaggsart som beskrevs av Pierre Lesne 1901. Tetrapriocera defracta ingår i släktet Tetrapriocera och familjen kapuschongbaggar. Inga underarter finns listade i Catalogue of Life.